# 王用稐
王用稐，一作王用和，清朝政治人物。
王用和曾于1893年接替吴成周任华亭县知县一职，1894年由葛培义接任。